# Peter Mouritzen
Peter Mouritzen (født 24. juli 1946 i Aalborg) er en dansk forfatter.
Debuterede i 1969 med digtsamlingen Den fortryllede rose på undergrundsforlaget Arena SUB-PUB.
Har modtaget bl.a. Statens Kunstfonds tre-årige arbejdsstipendium 1982, Kulturministeriets Børnebogspris 1985, Silasprisen som er Det Danske Akademis Børnebogspris 2003 og Danmarks Skolebibliotekarers Børnebogspris 2007.
Af bøger for voksne kan nævnes: Forbudte børn (1984), Slangens nat (1985), Den tavse bas (2001) og Sandhedens fjer – lette historier (2005).
Af gyserromaner for børn og unge kan nævnes: Haltefanden (1984), Fastelavnsnarren (1991), Djævel & gentleman (1990), Dødningedukken (1993) og Dukkedrengen (2009).
Af noveller for unge kan nævnes: Manddomsprøven og andre noveller (2003) og Nat med Naja (2007).
Bøger med få historier som Danser med djævle (2007) og Huset med de syltede hjerter (2010) er illustrerede af Søren Jessen, og Hekseringe – historier om det usynlige (2008) har illustrationer af Mads Themberg.
Peter Mouritzen har siden begyndelsen af 80erne skrevet markante essays om børnelitteratur, samlet i udgivelser som Til te hos hattemageren – ni opskænkninger til den gale hals (1985) - mest om sprog og kvalitet, Uskyldens øjne (1992) – mest om nødvendigheden af gys og gysere, og Pennen og leen (2007) – om at læse og tænke skævt.
Peter Mouritzen er desuden kendt for sine billedbogshistorier med illustrationer af mange af de markante, danske illustratorer, de seneste er Da Fanden gik i fjorden (2011), ill. Pia Halse og Lille Vilde Will (2009), ill. Jenz Koudahl.
I 2002 begyndte PM gendigtningen af en række historier fra Det Gamle Testamente i serien BibelStærk. Det er foreløbig blevet til ni. Senest historien om Egyptens ti plager, Da Farao fik nok (2010), ill. Rasmus Bregnhøi.
Peter Mouritzen har med foredrag og oplæsning igennem årene været gæsteforfatter på mange skoler over hele landet.